# Suite Internet

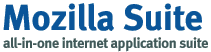
Logo de la suite Mozzilla

Une suite Internet est une suite logicielle proposant aux utilisateurs des services et applications que permet Internet. L'expression est apparue à la fin des années 1990.
Elle inclut généralement les services suivants (années 2000) :
- la navigation du Web (navigateur web) ;
- la messagerie électronique (client de messagerie avec souvent un lecteur de nouvelles et un carnet d'adresse) ;
- la messagerie instantanée ;
- le téléchargement de fichiers (gestionnaire de téléchargement) ;
- développement de site web (éditeur HTML).

## Exemples
- Netscape Navigator - Netscape Communicator - Netscape
- Mozilla Application Suite et SeaMonkey
- Opera
- Arachne